# Přeštice
Přeštice (tyska: Pschestitz) är en stad i västra delen av regionen Plzeň i Böhmen,  Tjeckien, 7 099 invånare (2016). Staden ligger vid floden Úhlava, omkring 20 km söder om regionhuvudstaden Plzeň.